# ياسوغي موري
ياسوغي موري (باليابانية: 森康二؛ بالكانا: もり やすじ) هو رسام رسوم متحركة ومخرج ياباني، ولد في 28 يناير 1925 في توتوري في اليابان، وتوفي في 5 سبتمبر 1992.

## وصلات خارجية
- ياسوغي موري على موقع IMDb (الإنجليزية)
- ياسوغي موري على موقع قاعدة بيانات الأفلام السويدية (السويدية)
- ياسوغي موري على موقع قاعدة بيانات الفيلم (الإنجليزية)